# Mustasaari (ö i Finland, Egentliga Tavastland)
Mustasaari är en ö i Finland. Den ligger i sjön Loppijärvi och i kommunen Loppi i den ekonomiska regionen  Riihimäki ekonomiska region  och landskapet Egentliga Tavastland, i den södra delen av landet, 60 km norr om huvudstaden Helsingfors. Öns area är 1,8 hektar och dess största längd är 250 meter i öst-västlig riktning.